# The Flower Kings
The Flower Kings — шведская прогрессив-рок-группа, сформированная в 1993 году гитаристом Ройне Столтом как сопровождающая к его сольному альбому The Flower King. За девятнадцать лет они выпустили около 30 часов музыки.
Подавляющее большинство произведений группы написал Ройне Столт. Практически все оставшиеся произведения написал Томас Бодин. В целом стиль The Flower Kings можно охарактеризовать как симфонический арт-рок, во многих случаях похожий на ранний Genesis и Yes. Тексты группы практически везде одинаково позитивные и утверждают такие ценности, как любовь, мир и духовность.
В 1999 году The Flower Kings в альбоме Flower Power выпустили одну из наиболее длинных композиций прогрессивного рока — почти 60-минутное произведение Garden of Dreams, состоящее из 18 частей.
Группа имеет заметную тягу к эпическим произведениям. Как правило почти каждый альбом содержит хотя бы один эпик (исключениями можно считать Retropolis и Back tn the World of Adventures).

## Состав
Первоначально сформированный для концертного сопровождения коллектив состоял из Ройне Столта (вокал, гитара, бас, клавишные), Хайме Салазара (ударные) и Хассе Фрёберга (вокал). Позже к уже собственно The Flower Kings присоединились младший брат Ройне Столта Микаэль (бас-гитара) и Томас Бодин (клавишные). Микаэль Столт покинул группу в 2000 году сразу после выпуска альбома Flower Power, Хайме Салазар — в 2001, после выпуска The Rainmaker.
Им на замену пришли Йонас Рейнгольд (бас-гитара) и венгр Золтан Чорс (ударные). В 2002 году к группе в качестве мультиинструменталиста и вокалиста присоединился Даниэль Гильденлёв из Pain of Salvation. Следующая смена состава произошла после выпуска альбома Adam & Eve в 2004-м году. Чорс покидает группу, и ненадолго приходит ударник Маркус Лиллеквист.
Уже в 2007-м Лиллеквист покидает группу, а Чорс принимает участие в студийной записи альбома The Sum of No Evil. Впрочем, этим дело и ограничилось. Выступив на туре в поддержку альбома с барабанщиком King Crimson Пэтом Мастелотто, Flower Kings нашли нового ударника. Им стал Эрик Хаммарстрём. С его участием был дан концерт в Москве в 2008 году.
Альбом 2012 года Banks of Eden записан с участием нового барабанщика из Германии — Феликса Лерманна.
В ноябре 2018 года новый альбом Manifesto of Alchemist вышел под вывеской Roine Stolt’s the Flower King и стал таким образом фактически сольным альбомом Ройне Столта. В записи диска принял участие Томас Бодин.
В августе 2018 года Ройне Столт представил новую группу под названием Roine Stolt and Friends Play The Flower Kings. В группу вошли Столт, Фрёберг и Рейнгольд с новым клавишником Заком Каминсом и новым барабанщиком Мирко ДеМайо. Столт заявил, что он покончил с группой и хотел бы гастролировать в качестве сольного исполнителя, подобно Роджеру Уотерсу или Стивену Уилсону. Томас Бодин не был приглашен в новую группу и публично выразил свое недовольство этим фактом. Новый состав гастролировал со Spock's Beard в ноябре-декабре 2018 года и продолжила выступать в 2019 году, на этот раз под названием The Flower Kings Revisited. В июле 2019 года слово «Revisited» было удалено из названия группы, и стало ясно, что теперь это новый состав The Flower Kings.
Текущий состав
- Ройне Столт — гитара, вокал, клавишные, бас-гитара (с 1994)
- Хассе Фрёберг — вокал, гитара, акустическая гитара (c 1994)
- Йонас Рейнгольд — бас-гитара (с 1999)
- Зак Каминс — клавишные (с 2019)
- Миркко ДеМайо — ударные (с 2019)

Бывшие участники
- Хайме Салазар — ударные (1994—2001)
- Микаэль Столт — бас-гитара (1994—1999)
- Золтан Чорс — ударные (2001—2005, 2007)
- Даниэль Гильденлёв — вокал, гитара, клавишные (2002—2004)
- Маркус Лиллеквист — ударные (2005—2006)
- Эрик Хаммарстрём — ударные (2008)
- Ола Хеден — вокал, клавишные, гитара (2008)
- Феликс Лерманн — ударные (2012—2019)
- Томас Бодин — клавишные (1994—2019)

Приглашенные музыканты
- Хассе Брюниюссон — перкуссия (с 1995)
- Ульф Валландер — саксофон (с 1995)
- Мэт Мастелотто — ударные (2007)

## Дискография

### Студийные альбомы
- The Flower King (1994) (де-юре — сольный альбом Ройне Столта)
- Back in the World of Adventures (1995)
- Retropolis (1996)
- Stardust We Are (1997) (двойной)
- Flower Power (1999) (двойной)
- Space Revolver (2000) (на японском издании двойной)
- The Rainmaker (2001) (на ограниченных изданиях двойной)
- Unfold the Future (2002) (двойной)
- Adam & Eve (2004)
- Paradox Hotel (2006) (двойной)
- The Sum Of No Evil (2007)
- Banks Of Eden (2012)
- Desolation Rose (2013)
- Waiting For Miracles (2019)
- Islands (2020)
- By Royal Decree (2022)
- Look At You Now (2023)   Love (2025)

### Концертные альбомы
- Alive on Planet Earth (2000) (двойной CD))
- Meet the Flower Kings (2003) (двойной CD и DVD, идут разделенно или вместе)
- Instant Delivery (2006) (двойной DVD-концерт, ограниченные издания включают двойной CD и буклет)

### Официальные бутлеги
- Édition limitée Québec (1998) (невыпущенные и «живые» песни)
- The Rainmaker Tour 2001 (доступно для скачивания с сайта, некоммерческое издание)
- Live in New York - Official Bootleg (2002)
- BetchaWannaDanceStoopid!!! (2004)

### Альбомы фан-клуба
- Fan Club 2000 (2000)
- Fan Club 2002 (2002)
- Fan Club 2004 (2004)
- Fan Club 2005 / Harvest (2005)

### Сборники
- Scanning the Greenhouse (1998)
- The Road Back Home (2007)